# آيت بونو (إكنيون)
آيت بونو هي إحدى مشيخات المملكة المغربية، تتبع جغرافيا لإقليم تنغير وإداريًا لإكنيون. يقدر عدد سكانها بـ 3203 نسمة حسب الإحصاء الرسمي للسكان والسكنى لسنة 2004.